# Revierjagdsystem
In Staaten mit Revierjagdsystem ist das Jagdrecht an Jagdreviere gebunden.

## Deutschland und Österreich
In Deutschland und Österreich, die beide republikweit das Revierjagdsystem kennen, ist das Recht zu jagen an das Grundeigentum gekoppelt. Die Jagd wird in Jagdrevieren ausgeübt. Der Grundstückseigentümer ist Inhaber des Jagdrechtes. Er kann das Jagdausübungsrecht selbst ausüben, sofern er die Befähigung besitzt (Jagdschein) und die erforderliche Mindestfläche erreicht ist. Üblicherweise verpachtet er es an eine andere natürliche Person, einen Jagdscheininhaber. 
Für Deutschland wird die zusammenhängende Mindestfläche zur Jagdausübung im Bundesjagdgesetz § 4 festgelegt. So entsteht ein Eigenjagdbezirk nach § 7 BJagdG mit mindestens 75 ha. Wo kein solcher besteht, bilden die Grundbesitzer eine Jagdgenossenschaft und legen ihre Flächen zu einem gemeinschaftlichen Jagdbezirk (§ 8) zusammen. Mindestens 150 ha sind hier erforderlich. Die Länder können in ihren Landesgesetzen abweichen. Die Jagdgenossenschaft kann auch einen Jagdscheininhaber mit der Ausübung der Jagd beauftragen.
Siehe auch: Jagdrecht (Deutschland) und Jagdrecht (Österreich).

## Schweiz
In der Schweiz ist die Jagd ein Regal des Staates, d. h. des Kantons, weshalb man hier unter Revierjagdsystem nicht genau dasselbe wie in Deutschland und Österreich versteht. In denjenigen Kantonen der Schweiz, die das Revierjagdsystem kennen (von West nach Ost: Basel-Stadt, Basel-Landschaft, Solothurn, Aargau, Luzern, Zürich, Schaffhausen, Thurgau und St. Gallen), umfassen die Einzelreviere in der Regel das Gebiet einer politischen Gemeinde. Diese Reviere werden an Jagdgesellschaften verpachtet, in denen nur die Pächter und deren Gäste jagen dürfen. Im Gegensatz hierzu dürfen in denjenigen Kantonen, die das Lizenzjagdsystem kennen, die Patentnehmer im ganzen Gebiet des jeweiligen Kantons jagen.
Siehe auch: Jagdrecht (Schweiz)